# Aardrups
Aardrupsen zijn de rupsen van nachtvlinders die tot het geslacht Agrotis en de familie Noctuidae (Uilen) behoren. Enkele in Nederland voorkomende soorten zijn gewone worteluil (Agrotis exclamationis), de gewone velduil (Agrotis segetum) en de grote worteluil (Agrotis ipsilon).
De aardrupsen leven de eerste twee larvale stadia op het blad en vanaf het derde larvale stadium in de grond en vreten aan boven- en ondergrondse plantendelen. Vaak vreten ze de wortelhals van planten door, waardoor deze afsterft. In de suikerbietenteelt en groentetuin kunnen ze een ware plaag vormen. Ze kunnen verward worden met emelten, maar die hebben geen poten en rollen bij aanraken niet op.
De rupsen verpoppen in een aardencocon.
Natuurlijke vijanden zijn spitsmuizen, loopkevers en vogels.
|  |  |